# ریچارد مور
ریچارد مور (انگلیسی: Richard Moore؛ ۴ اکتبر ۱۹۲۵ – ۱۶ اوت ۲۰۰۹) کارگردان فیلم و فیلم‌بردار اهل ایالات متحده آمریکا بود.

## گزیدهٔ نقش‌آفرینی‌ها
- سایه طناب دار (۱۹۸۹)
- Annie (۱۹۸۲)
- Circle of Iron (۱۹۷۸) (فقط کارگردان)
- Hey, I'm Alive (فیلم تلویزیونی) (۱۹۷۵)
- The Stone Killer (۱۹۷۳)
- زندگی و روزگار قاضی روی بین (۱۹۷۲)
- گاهی فکری بزرگ (۱۹۷۰)
- دابلیویواس‌ای (۱۹۷۰)
- Myra Breckinridge (۱۹۷۰)
- The Reivers (۱۹۶۹)
- پیروزی (۱۹۶۹)
- Changes (۱۹۶۹)
- Wild in the Streets (۱۹۶۸)
- The Scalphunters (۱۹۶۸)
- Maryjane (۱۹۶۸)
- Devil's Angels (۱۹۶۷)
- The Wild Angels (۱۹۶۶)
- Daktari (مجموعه تلویزیونی) (۱۹۶۶)
- Operation C.I.A. (۱۹۶۵)